# Ainsliaea mollis
Ainsliaea mollis là một loài thực vật có hoa trong họ Cúc. Loài này được Diels ex H.Limpr. mô tả khoa học đầu tiên năm 1922.